# Kendang
Kendang je dlouhodobě nečinná (možná vyhaslá) sopka na indonéském ostrově Jáva, asi 9 km severně od komplexu Papandayan. Vrchol tvoří masivní, 2,75 km široká deprese kráterového tvaru. V okolí se nachází vícero geotermálních zón, nejznámější jsou: Kawah Manuk v depresi a Darajat na východním svahu. První zmíněná zahrnuje aktivní fumaroly, termální prameny a bahenní sopky. 
Kdy došlo k poslední erupci Kendangu, není známo. Nejmladší produkty sopečné činnosti (ryolitový lávový dóm a obsidiánový lávový proud) se datují do období holocénu.